# USS Whale (SS-239)
«Вейл» (англ. USS Whale (SS-239)) — підводний човен військово-морських сил США типу «Гато», що взяв участь у бойових діях Другої світової війни.
Човен спорудили на належній ВМС США верфі Mare Island Naval Shipyard у Вальєхо, штат Каліфорнія. Після проведення випробувань та тренувань, «Вейл» 23 вересня 1942-го вирушив до Перл-Гарбору, куди прибув 27 вересня.

## Походи
Всього човен здійснив одинадцять бойових походів.

### 1-й похід
9 жовтня 1942-го човен вийшов до району бойового патрулювання біля протоки Кії (відділяє східну частину острова Сікоку від Хонсю). Тут він спершу виставив 20 мін, після чого здійснив кілька атак на транспортні судна. 30 жовтня «Вейл» внаслідок контратаки ескортного корабля зазнав серйозних пошкоджень та 10 листопада повернувся до Перл-Гарбору, де до кінця року проходив ремонт.

### 2-й похід
3 січня 1943-го човен попрямував до Маршаллових островів, де 13 січня за сім десятків кілометрів на північний захід від атола Кваджалейн потопив вантажне судно «Іваширо-Мару».
Далі «Вейл» перейшов на півтори тисячі кілометрів західніше, в район атола Трук (східні Каролінські острови), де ще до війни японці створили потужну базу ВМФ, з якої провадились операції та постачання гарнізонів у цілому ряді архіпелагів. 17 січня за дві з половиною сотні кілометрів на північ від Труку «Вейл» знищив транспортне судно «Хійо-Мару», разом з яким загинуло близько 900 пасажирів та членів екіпажу («Хійо-Мару» перевозило понад 1700 військовослужбовців).
25 січня човен випустив три торпеди по танкеру Syoyo Maru, одна з яких влучила в ціль. Втім, добити пошкоджене судно «Вейл» завадив ескорт (Syoyo Maru буде потоплений іншою американською субмариною у вересні цього ж року біля Формози). Через кілька днів у районі за вісімсот кілометрів північніше від Труку та на такій же відстані на схід від Маріанських островів «Вейл» зустрів судно «Шоан-Мару» та протягом 26—27 січня переслідував його. У шести атаках човен випустив вісім торпед, проте багато з них виявились дефектними й лише остання здетонувала. Пошкоджене судно відбуксирували до острова Сайпан (щойно згаданий Маріанський архіпелаг) та посадили на мілину (через нестачу матеріалів ремонт затягнувся, і в лютому 1944-го «Шоан-Мару» добила авіаносна авіація).
2 лютого «Вейл» прибув на атол Мідвей.

### 3-й похід
28 лютого 1943-го човен вирушив для дій на комунікаціях між Маріанськими островами та Японією. В останній декаді березня за дві з половиною сотні кілометрів на північний захід від Сайпану «Вейл» потопив вантажне судно. 6 квітня він прибув на Мідвей, а 11 квітня досяг Перл-Гарбору.

### 4-й похід
5 травня 1943-го човен вийшов з Перл-Гарборі, 10 травня зайшов для бункерування та ремонту антени на Мідвей, після чого попрямував до Маріанських островів. Під час переходу до району бойового патрулювання «Вейл» провів добу поблизу Вейка в готовності до порятунку льотчиків, котрі могли бути збиті під час запланованого на 16 травня нальоту на цей острів. Наприкінці травня за три десятки кілометрів на захід від острова Рота він потопив вантажне судно (за іншими даними — переобладнаний канонерський човен). 21 червня «Вейл» повернувся до Перл-Гарбору.

### 5-й похід
Наприкінці липня 1943-го човен вирушив для дій на комунікації між Японією та Мікронезією. 8 серпня в районі за три сотні кілометрів на південь від островів Огасавара (Бонін) «Вейл» потопив транспорт для перевезення амуніції. 7 вересня човен прибув до Перл-Гарбору. Під час походу човен кілька разів потрапляв у серйозний шторм, тому був вимушений стати на ремонт, котрий тривав кілька місяців.

### 6-й похід
25 грудня 1943-го «Вейл» учергове вирушив для дій на комунікаціях від Японії на південь. 16 січня 1944-го у Філіппінському морі за шість з половиною сотень кілометрів на південний захід від Іодзіми він потопив вантажне судно, а наступної доби за шість десятків кілометрів від місця попередньої атаки добив транспорт, раніше пошкоджений іншим підводним човном «Сівулф». 3 лютого «Вейл» прибув на Мідвей. Пошкодження одного із гвинтів знову вимусило перейти на ремонт до Перл-Гарбору, звідки човен повернувся на Мідвей 13 березня.

### 7-й похід
14 березня 1944-го «Вейл» попрямував до району бойового патрулювання у Східнокитайському морі. Наприкінці першої декади квітня біля південного входу до Цусімської протоки човен потопив вантажне судно, а 3 травня завершив похід на атолі Маджуро (Маршаллові острови).

### 8-й похід
28 травня 1944-го «Вейл» вирушив до району бойового патрулювання поблизу Японського архіпелагу. 7 червня в районі за чотири з половиною сотні кілометрів на північ від островів Огасавара човен атакував конвой, який прямував на Маріанські острови. Одна з випущених «Вейл» торпед влучила в судно Sugiyama Maru, проте його змогли відбуксирувати до Йокосуки. 11 липня човен прибув на Мідвей, а через чотири доби досягнув Перл-Гарбору.

### 9-й похід
24 серпня 1944-го «Вейл» вийшов до району бойового патрулювання біля Філіппінського острова Самар, маючи завдання перехоплювати японські кораблі, котрі спробують завадити запланованому на середину вересня вторгненню на Палау (західні Каролінські острови). Оскільки японці не відреагували на цю операцію, човен 17 вересня дістав наказ перейти в північну частину Південнокитайського моря (цей район неофіційно був відомий як «Конвой Коллідж»). 6 жовтня за три сотні кілометрів на північний захід від північного завершення острова Лусон «Вейл» потопив танкер. У підсумку 29 жовтня човен прибув на Мідвей.

### 10-й похід
21 листопада 1944-го «Вейл» вирушив для дій у районі островів Рюкю. 5 грудня він артилерійським вогнем потопив тут чотири траулери, а 4—5 січня 1945-го разом із підводним човном «Кінгфіш» безуспішно провадив пошук льотчиків зі збитого B-29. 15 січня «Вейл» прибув до Перл-Гарбору, після чого попрямував на ремонт на верфі «Mare Island Navy Yard» (Вальєхо, Каліфорнія).

### 11-й похід
15 червня 1945-го човен вийшов із Перл-Гарбора, 21—22 червня зайшов для бункерування на острів Сайпан, після чого з 8 липня патрулював у районі островів Нанпо та протоки Бунго (відділяє Сікоку від Кюсю), де мав першочерговим завданням порятунок збитих льотчиків. Усього «Вейл» вдалося підібрати з води 15 авіаторів. 9 серпня човен прийняв 16 льотчиків та одного хворого з іншої субмарини Blackfish, а 14 серпня (у день капітуляції Японії) прибув на Сайпан. 25 серпня човен перейшов до Перл-Гарбору.

## Післявоєнна доля
У січні 1947-го року «Вейл» перевели до складу резерву Атлантичного флоту.
У січні 1957-го човен повернули до бойового складу, проте вже у вересня того ж року знову демобілізували.
Восени 1960-го човен здали на злам.

## Бойовий рахунок
| Дата       | Назва                           | Тип                                          | Тоннаж | Місце             |
| 13.01.1943 | Іваширо Мару                    | вантажне                                     | 3550   | 9°54'N 167°7'E    |
| 17.01.1943 | Хеййо Мару                      | вантажопасажирське                           | 9815   | 10°13'N 151°25'E  |
| 27.01.1943 | Шоан Мару (разом з авіацією)    | вантажопасажирське                           | 5624   | 14°15'N 159°43'E  |
| 23.03.1943 | Кеньо Мару                      | вантажне                                     | 6486   | 17°16'N 144°56'E  |
| 26.05.1943 | Сьоей Мару                      | вантажне (переобладнаний кононерський човен) | 3580   | 14°17'N 144°53'E  |
| 08.08.1943 | Наруто Мару                     | транспорт                                    | 7149   | 24°12'N 142°51'E  |
| 16.01.1944 | Денмарк Мару                    | вантажне                                     | 5870   | 23°9'N 135°14'E   |
| 17.01.1944 | Тарусіма-Мару (разом з Seawolf) | вантажне                                     | 4865   | 22°50'N, 135°40'E |
| 09.04.1944 | Хонан Мару                      | вантажне                                     | 5401   | 33°50'N 128°1'E   |
| 06.10.1944 | Акане Мару                      | танкер                                       | 10241  | 19°40'N 118°5'E   |